# Maria Szerocka
Maria Szerocka ps. „Mucha”, „Masza”, „Małgosia” (ur. 8 września 1908 w Sitkowcach, zm. 28 stycznia 1943 w Kijowie) – polska nauczycielka, przewodniczka PWK, podczas II wojny światowej członkini ZWZ–AK, kurierka.

## Życiorys
Maria Szerocka urodziła się 8 września 1908 w Sitkowcach. Była córką Anny z domu Pawłowskiej. Uczyła się w gimnazjum w Skierniewicach. Od 1926 do 1927 działała w ochotniczym hufcu Przysposobienia Wojskowego Kobiet do Obrony Kraju (PWK). Po uzyskaniu świadectwa dojrzałości kształciła się w Studium Wychowania Fizycznego na Uniwersytecie Poznańskim. W listopadzie 1932 była wyróżniającą się zawodniczką uczestnicząc w barwach AZS w mistrzostwach siatkówki kobiet w Poznaniu. Z dniem 1 października 1931 została mianowana nauczycielką w Państwowym Gimnazjum w Szamotułach. 26 lutego 1932 została wybrana zastępczynią komendantki oddziału żeńskiego Związku Strzeleckiego w Szamotułach. Pozostawała nauczycielką wychowania fizycznego w Poznańskiem w latach 30.. Równolegle ukończyła kursy instruktorskie w PWK. Prowadziła ochotnicze hufce w szkołach i zakładach pracy. Uzyskała stopień starszej przewodniczki PWK. Została absolwentką CIWF w Warszawie. W latach 1937–1938 referentka WF i PWK w Okręgowym Urzędzie WF i PW w Poznaniu, a instruktorka PWK w CIWF w latach 1938–1939. W 1939 była komendantką obozu PWK w Redłowie. 
Po wybuchu II wojny światowej w 1939 brała udział w obronie Warszawy. Po nastaniu okupacji niemieckiej została przydzielona przez Komendę Naczelną PWK do służby w konspiracji w Odcinku „Południe” Łączności Zagranicznej przy Komendzie Głównej ZWZ (potem AK). Przyjęła pseudonim „Mucha”. Służyła jako kurierka od początku 1940 do początku jesieni 1941. Na początku swojej służby wraz z Eugenią Litwinow ps. „Jasiek” dokonała przeniesienia radiostacji z Warszawy do Budapesztu, korzystając w trakcie z trasy transgranicznej „Szkoła” (Lasoncz, Raba Wyżna, Nowy Targ). Odbywała kursy na trasie kurierskiej „Las”, przenosząc m.in. dokumenty, dolary. Kursowała na trasie Warszawa-Budapeszt przez Słowację (pięciokrotnie przeszła ten szlak w obu kierunkach). W tym czasie często przebywała w Sanoku, na punkcie kontaktowym w domu u zatrudnionego w miejscowym Stadtverwaltung działacza konspiracji Arnolda Andrunika. Razem z Eugenią Litwinow ps. „Jasiek” w marcu i kwietniu 1940 odbywała wyprawy kurierskie, przenosząc radiostację, pocztę i pieniądze z Budapesztu do kraju. W czerwcu 1940 na trasie powrotnej przez Baligród-Sanok do Warszawy obie zostały aresztowane przez żandarmerię w Ungwarze. Po dwóch tygodniach zostały jednak zwolnione i odstawione na granicę. Aresztowana w Kraľovanach na Słowacji w marcu 1941 w drodze powrotnej z ważną pocztą dla KG ZWZ i przekazana do placówki Grenzschutzu w Czarnym Dunajcu. Tam, dzięki Marii Pajerskiej ps. „Maryna” spotkała się z księdzem spowiednikiem przekazując mu pocztę tj. fiolkę z mikrofilmem. Następnie była więziona w komisariacie gestapo „Palace” w Zakopanem. Dysponowała dokumentami na nazwisko Jasińska i została przez Niemców skojarzona z tożsamością przedwojennej kulomiotki (Wanda Jasieńska) z Poznania, po czym prowadziła zajęcia gimnastyczne w więzieniu, a ostatecznie została zwolniona z aresztu. Następnie powróciła do pracy kurierskiej. 

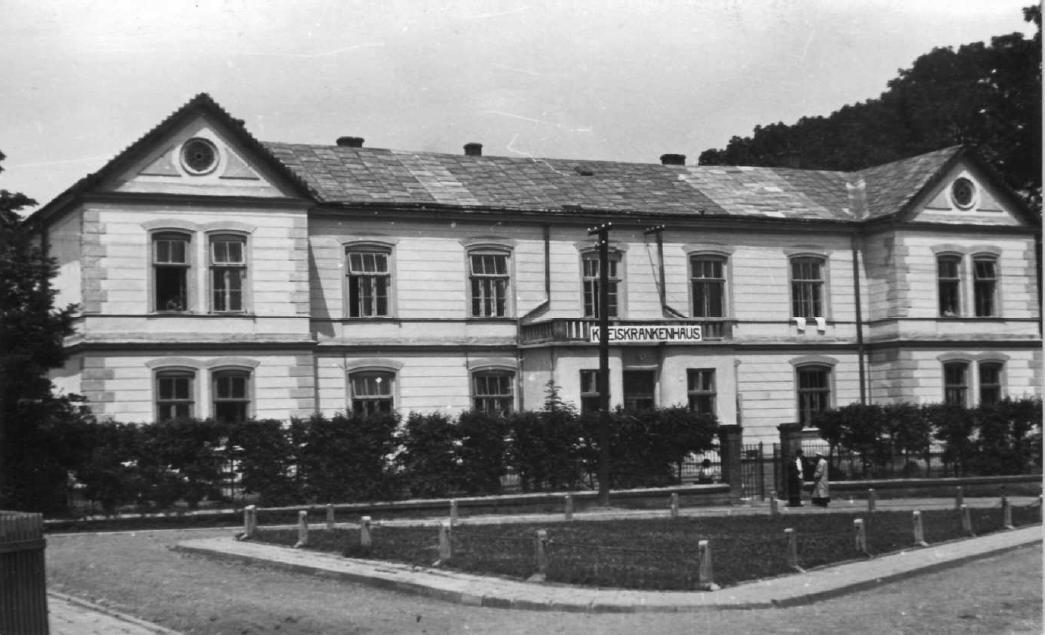
Szpital powiatowy w Sanoku w okresie okupacji niemieckiej – miejsce uwolnienia Marii Szerockiej w listopadzie 1941

Pod koniec września 1941 podczas przejścia trasą „Las” została aresztowana wraz z kurierem Janem Rerutką ps. „Drzazga” i młodym przewodnikiem „Jankiem” w lesie nieopodal Stariny (niefortunnie trafili na polowanie urządzone przez węgierskiego komendanta staży granicznej, podczas którego w łowieckiej nagonce brało udział około 60 funkcjonariuszy tej służby). Wraz z zatrzymanymi trafiła do aresztu posterunku ukraińskiej policji w Cisnej (stamtąd zdołał uciec „Drzazga”), a następnie została przewieziona do więzienia w Sanoku i osadzona tam 30 września 1941. W tym czasie komendant placówki trasy kurierskiej „Bronisława” (pododcinek sanockie trasy „Las”), Aleksander Rybicki ps. „Jacek”, otrzymał od przełożonych z Warszawy (Adam Smulikowski ps. „Rafał”, „Adam Kotwicz”) polecenie odbicia „Muchy” z więzienia za wszelką cenę – pod osobistą odpowiedzialnością. Rybicki, dysponując współpracownikami podziemia w sanockim więzieniu (kierownik tamtejsze komórki wywiadowczej Bronisław Nowak ps. „Brzoza” i lekarz więzienny kpt. dr Jan Maria Suchomel) opracował trzy warianty uwolnienia kurierki: I – zakażenie jedzenia więziennego zarazkami tyfusu brzusznego, mające spowodować przeniesienie osadzonych do szpitala, II – za pomocą zastrzyków spowodowanie krwawienia u Szerockiej, a przy imitowaniu przez nią ciąży konieczność skierowania do szpitala, III – wywołanie podrażnienia i ataku wyrostka robaczkowego (cały plan zakładał realizację wersji I przy niepowodzeniu II i III). Wariant II nie powiódł się mimo wykonania zastrzyku przez dr Suchomela, wobec czego przystąpiono do realizowania wersji III i ten sam lekarz wstrzyknął „Musze” terpentynę w okolice wyrostka robaczkowego, po czym kobieta udawała atak. Po wezwaniu konsylium złożonego z niemieckich lekarzy została zaordynowana operacja, którą – po przewiezieniu Szerockiej do szpitala powiatowego w Sanoku – przeprowadzono i usunięto kobiecie zdrowy wyrostek. W listopadzie 1941, w czwartym dniu po operacji, nocą wyszła z sali na parterze szpitala na korytarz, skąd została wyprowadzona z parteru budynku szpitala przez Rybickiego, którego wspomagał Rerutko. Po pięciu dniach (trwały wówczas zintensyfikowane poszukiwania uciekinierki), wraz z Rybickim w przebraniu gospodyni wiejskiej i pod tożsamością „Katarzyna Świąkała z Bażanówki” wyjechała z Sanoka i przez Kraków dotarła do Warszawy, finalnie trafiając do swojego mieszkania na Czerniakowie
Później kurierka została „spalona”, w związku z czym odkomenderowano ją do służby w Oddziale Informacyjno-Wywiadowczym KG ZWZ-AK w siatce wywiadowczej na obszarze ukraińskim. Latem 1942 służyła w komorce wywiadowczej „Wachlarz” w oddziale lwowskim (zadaniami była obserwacja sztabu Heinricha Himmlera w Żytomierzu). Tam cały oddział miał został rozpracowany przez Abwehrę, a jego członkowie nie uniknęli aresztować mimo ucieczki do Kijowa. 13 stycznia 1943 Szerocka wraz z dużą grupą pracowników polskiego wywiadu z tego terenu została schwytana przez Niemcow. Osadzona w tamtejszym więzieniu, a po śledztwie rozstrzelana wraz z towarzyszami 28 stycznia 1943. Według jednej z wersji wyjaśnienia dekonspiracji odpowiedzialność ponosi sama Szerocka, która rzekoma miała zakochać się w pochodzącym z Czech oficerze nazistowskiego wywiadu, który przy niej odgrywał przyjazną rolę wobec polskiego ruchu oporu i dzięki temu zdobył informacje skutkujące rozpracowaniem konspiratorów.
Pośmiertnie została mianowana na stopień kapitana.

## Odznaczenia
- Krzyż Srebrny Orderu Wojennego Virtuti Militari – pośmiertnie (3 października 1944)[29]
- Krzyż Walecznych (11 listopada 1941, rozkazem Stefana Roweckiego ps. „Rakoń”)[28][29]
- Medal Wojska – czterokrotnie; pośmiertnie (1948)[29]
- Krzyż Armii Krajowej – pośmiertnie (1978)[29]